# Alfredo Marcondes (kommun)
Alfredo Marcondes är en kommun i Brasilien.   Den ligger i delstaten São Paulo, i den södra delen av landet, 800 km sydväst om huvudstaden Brasília. Antalet invånare är 3 891.
Följande samhällen finns i Alfredo Marcondes:
- Alfredo Marcondes

Trakten runt Alfredo Marcondes består i huvudsak av gräsmarker. Runt Alfredo Marcondes är det ganska glesbefolkat, med 27 invånare per kvadratkilometer.